# 俾士牧師
佐治·俾士（英語：Rev. George Piercy，1829年2月27日—1913年7月16日）為英國大英循道会差会(Wesleyan Methodist Missionary Society)首位來華傳教士，在中國傳道31年，建立教堂，開辦學校、醫院，並以粵語白話文翻譯西方屬靈書籍，被譽為「中華循道公會之父」(The Father of the Chinese Methodist Church)。

## 生平
佐治·俾士生於英國北部約克郡壁克靈區(Pickering)，青年時投身海員工作，經歷兩次海上旅程後轉為務農為生。
1851年1月31日(咸豐元年)，21歲的俾士以義務傳教士身份自費抵達香港，但抵港後才得知他原定要接觸的英兵循道會友羅斯中士(Sergeant Ross)已於一星期前病世，同年12月北上廣州傳道。
當時清政府已簽訂《南京條約》約十年，西方人士要進入中國仍然有一定困難。雖然不能進城，他便在城門口派單張。後在伦敦传道会華人牧師梁發的幫助下開始傳教活動，在廣州十三行以商行職員身份進行隱蔽的傳教，他又不斷寫信給英國循道公會，報告事工情況及進展。
1852年4月，俾士申請成為英國循道海外差遣員，獲批准後，差會增派畢治(Rev. W.R.Beach)牧師和郭修理(Rev. Josiah Cox)牧師，帶著倫敦英國循道公會的差會任命俾士為牧師的公文來華。
1853年，俾士終於得到教會的支持，正式按立他成為牧師及承認他是首位循道公會來華的差遣員，在廣州南門外增沙街開設「增沙惠師禮堂」並附設男校「新沙書院」，遂組成廣州教區(發展成後來的中華循道公會華南教區，下轄有包括香港的七個教區，1914年名為中華循道公會)，擔任第一任教區長。
第二次鸦片战争爆发，循道公会的传教士们避难澳门，在澳门诞生中国第一批循道公会华人教友。
1858年《天津條約》簽訂後，避地澳門的俾士等傳教士再度返回廣州工作，但鑒於澳門的良好環境，他們決定保留澳門居所作為循道會傳教士休養之所，並制定了按家庭輪流到澳門休假的制度，傳教士設堂傳教，並在廣州增沙創設「聖道書院」，培養華籍牧師。
1860年至廣東佛山開拓，在古洞街賃房佈道。
1861年在南關增沙購屋作禮拜堂，後稱增沙堂。
1862年在西關第十甫購屋改建福音堂，附設學塾，後稱十甫堂；在高第街設福音堂，後稱高第堂。
1882年返回英國後，繼續向倫敦西印度碼頭地區的中國水手傳教至1913年離世為止。

## 著作
俾士以粵語白話文(又稱「羊城土話」或「羊城土白」)針對廣東地區傳教工作而翻譯及撰寫的通俗讀物，包括：
- 《公禱書》
- 《衛理七篇講章》
- 《天路歷程（土話）》（羊城土白，1871）
- 《曉初訓道》羊城：太平堂小書會，同治七年(1868年)[11]
- 《以利亞記略》羊城：增沙書室鐫，同治二年(1863年)[12]，(受何進善著《約瑟紀畧》史傳體章回小说所啟發而撰寫)
- 《啟蒙詩歌》羊城：惠師禮堂，同治二年(1863年) [13]
- 《初學問答》（四冊，1861—1864）
- 《教會法要》
- 《地理略論》（1855）
- 《新禱文全書》（1859）
- 《聖經擇要詳論》（1863）
- 《歌頌詩章》（1863）
- 《對中國的愛——紀念廣州第一位循道會女教師耿瑪麗》（Love for China : Exemplified in Memorials of Mary Gunson, the First Female teacher in Connection with the Wesleyan Methodist Mission at Canton） (1865)、
- 《一位資深傳教士關於中國鴉片罪惡的證言》（A Veteran Missionary's Evidence as to the Evils of Opium in China）（1896)
- 《倫敦的華人：事實與呼籲》（The Chinese in London:A Fact and an Appeal）（1883）[14]

粵語白話文聖經譯本：
- 路加福音（1871），歌羅西書（1872），保羅達會小書（1872），迦拉太書-腓立門書（1872），舊約創世紀（1873），創世紀、迦拉太-腓立門（1872-1873），新約全書（馬太福音傳、馬可福音傳、路加福音傳、約翰福音傳、使徒行傳、哥羅西書(1873/1871-1873)），新約全書（1877），羅馬人書＝啟示錄(1877)，馬太福音(1882)，馬可傳福音書(1882)，創世紀（1887），新約全書:羅馬書-啟示錄（1899）

## 家譜
俾士的祖父是一位鐵匠，父母親(John and Hannah Piercy)務農為生，家中七名孩子中排行第六。
- 元配溫樂鍾（Joan Wannop，1830-1878) 同為大英循道会差会(Wesleyan Methodist Missionary Society)來華傳教士，與俾士牧師在中國產下三男二女，包括
  - 約翰（John）
  - 佐治·俾士（George Piercy, Jr.，1856－1941）俾士牧師同名次子，後稱小俾士，英裔香港教育家，曾任拔萃男書院第二任校長近四十年，拔萃男書院及拔萃女書院的中文校名「拔萃」為俾士校長姓氏Piercy之吳語音譯[16]
  - 愛德華（James Edward）
  - 珍妮（Jane，夭折於繈褓）
  - 安妮（Anne Frances）

1878年，溫樂鍾驟患肺結核在廣州辭世。
1882年，俾士返回英國倫敦續弦，再娶循道會女傳教士
- 泰勒(Anne Maria Taylor)，育有二子二女，包括
  - 長子威福烈Wilfred Ashton
  - 長女Lilian Mary
  - 次子Arthur Conrad
  - 次女Annie[17]

## 紀念

### 傳記
- 黃作編著：《華南循道公會百年簡史（1851-1950）》（香港：香港聯區，1950）
- 盧約翰（John Rose）著，楊林譯：《苦難重重的教會––––循道公會華南教區開基一百年的歷史（1851-1951）》（香港：循道衛理聯合教會，1984）
- 文國偉：《循道衛理入神州》（香港：循道衛理聯合教會，1995）
- 盧龍光、湯開建、張照、顏小華：《苦難中成長的教會－英國循道公會佛山傳教發展史：1851-1949》 （香港：基督教中國宗教文化研究社，2011。ISBN 9789627706250）
- Jane Ashby：A Life Remembered: George Piercy, 1829-1913: The Yorkshire Farm Boy Who Founded a Mission in Canton, China 中譯《創建廣州教會的約克郡農場男孩俾士的生活回憶（1829—1913）》（2016）